# Grodzisk Wielkopolski (gromada)
Grodzisk Wielkopolski – dawna gromada, czyli najmniejsza jednostka podziału terytorialnego Polskiej Rzeczypospolitej Ludowej w latach 1954–1972.
Gromady, z gromadzkimi radami narodowymi (GRN) jako organami władzy najniższego stopnia na wsi, funkcjonowały od reformy reorganizującej administrację wiejską przeprowadzonej jesienią 1954 do momentu ich zniesienia z dniem 1 stycznia 1973, tym samym wypierając organizację gminną w latach 1954–1972.
Gromadę Grodzisk Wielkopolski z siedzibą GRN w mieście Grodzisku Wielkopolskim (nie wchodzącym w skład gromady) utworzono 1 stycznia 1960 w powiecie nowotomyskim w woj. poznańskim z obszarów zniesionych gromad: Grąblewo, Kobylniki i Ptaszkowo w tymże powiecie; równocześnie do nowo utworzonej gromady Grodzisk Wielkopolski przyłączono miejscowości Białawieś, Lasówki, Porażynko, Słocin, Słociniec, Sworzyce leśniczówka i Zwierzyniec ze zniesionej gromady Słocin w tymże powiecie.
1 stycznia 1962 do gromady Grodzisk Wielkopolski włączono obszar zniesionej gromady Kąkolewo w tymże powiecie.
W 1965 gromada miała 27 członków GRN.
1 stycznia 1970 do gromady Grodzisk Wielkopolski włączono 494,83 ha z miasta Grodzisk Wielkopolski w tymże powiecie, natomiast 38,84 ha (części wsi Grąblewo – 31,8 ha, i Kobylniki – 7,04 ha) z gromady Grodzisk Wielkopolski włączono do miasta Grodzisk Wielkopolski.
1 stycznia 1972 z gromady Grodzisk Wielkopolski wyłączono część wsi Białawieś o nazwie Porażyn-Tartak, włączając ją do utworzonej dzień wcześniej gromady Opalenica w tymże powiecie.
Gromada przetrwała do końca 1972 roku, czyli do kolejnej reformy gminnej. 1 stycznia 1973 w powiecie nowotomyskim reaktywowano zniesioną w 1954 roku gminę Grodzisk Wielkopolski (od 1999 gmina Grodzisk Wielkopolski należy do powiatu grodziskiego).